# Giorgio Consolini
Giorgio Consolini (* 28. August 1920 in Bologna; † 28. April 2012 ebenda) war ein italienischer Sänger.

## Karriere
Consolini trat in jungen Jahren regelmäßig in den Tanzlokalen seiner Heimatstadt auf, bis er einen Gesangswettbewerb der Rundfunkanstalt Rai gewann. Daraufhin wurde er für das Orchester von Armando Fragna verpflichtet, wo er Claudio Villa ersetzte, und war bald ein gefeierter Radiostar. In den Nachkriegs- und 50er-Jahren konnte Consolini als der populärste und erfolgreichste Sänger neben den beiden größten Stars Claudio Villa und Luciano Tajoli gelten.
Plattenaufnahmen von Consolini erschienen in den ersten Jahren nach dem Krieg, zunächst beim Label CGD von Teddy Reno. In den 50er-Jahren wurde er von Parlophon unter Vertrag genommen, wo in der Folge der Großteil seiner Diskografie erschien. 1953 nahm er erstmals am Sanremo-Festival teil und präsentierte fünf Lieder, von denen Vecchio scarpone (zusammen mit Gino Latilla) den dritten Platz erreichte und ein großer kommerzieller Erfolg wurde. Beim Sanremo-Festival 1954 gewannen Consolini und Latilla mit dem Lied Tutte le mamme. Ein weiterer Sanremo-Erfolg gelang dem Sänger mit Usignolo (präsentiert zusammen mit Claudio Villa), das 1957 den zweiten Platz erreichte. Er nahm bis 1962 insgesamt sechsmal am Sanremo-Festival teil.
Nachdem seine Karriere in den 60er-Jahren zum Erliegen gekommen war, gründete er 1987 das Vokalensemble Quelli di Sanremo mit Gino Latilla, Nilla Pizzi und Carla Boni. In den folgenden Jahrzehnten folgten gelegentliche Auftritte, der letzte 2010. Im Alter von 91 Jahren verstarb Consolini 2012.

## Diskografie (Auswahl)

### Alben
- 1954 – 10 canzoni Sanremo 1954 (Odeon, MODQ 6002; mit Luciano Tajoli)
- 1954 – Giorgio Consolini – Il cantante nazionale (Parlophon, PMDQ 8000)
- 1954 – Giorgio Consolini – Il cantante nazionale (Parlophon, PMDQ 8002)
- 1955 – San Remo 1955 (Odeon, MODQ 6229; mit Luciano Tajoli)
- 1955 – Claudio Terni & Giorgio Consolini (CGD, MV 0193; mit Claudio Terni)
- 1956 – Cantando all’italiana (CGD, MV 0199)
- 1956 – Giorgio Consolini – Il cantante nazionale (Parlophon, PMDQ 8004)
- 1956 – Canzoni del passato (Parlophon, PMDQ 8007)
- 1956 – Giorgio Consolini – Il cantante nazionale (Parlophon, PMDQ 8010)
- 1957 – Festival di Sanremo 1957 (Parlophon, PMDQ 8021; mit Nunzio Gallo)
- 1957 – I tre grandi della canzone italiana (Parlophon, PMDQ 8022; mit Claudio Villa und Luciano Tajoli)
- 1957 – Giorgio Consolini canta (Parlophon, PMDQ 8023)
- 1957 – Serenate (Parlophon, PMDQ 8029)
- 1958 – Canzoni Sanremo 1958 (Odeon, MODQ 6285; mit Luciano Tajoli, Emilio Pericoli)
- 1965 – Serenate (Meazzi, MLX 04028)
- 1975 – Un grande interprete della canzone italiana (Edig, ZSKE 55384)
- 1976 – Giorgio Consolini (Edig, ZSKE 55386)
- 1977 – Le nuove canzoni sentimentali (Edig, ZSKE 55393)
- 1978 – Chitarra vagabonda (Edig, ZSKE 55395)
- 1981 – Certo ce invidiano (mit Nilla Pizzi)
- 1987 – Quelli di Sanremo (Bebas Gold, SMLP 145)

### Singles
- 1948 – Mandolinate a sera / Madonna degli angeli (CGD, PV 1208)
- 1948 – Ti voglio baciar / È nato un tango (CGD, PV 1209)
- 1948 – Serenata celeste / Valzer di signorinella (CGD, PV 1210)
- 1948 – Volerti tanto bene / Mandolinatella (CGD, PV 1216)
- 1948 – Sul “Cucciolo” / Valzer del bicchierino (CGD, PV 1217)
- 1948 – I pompieri di Viggiù / Han rubato il Duomo (CGD, PV 1227)
- 1948 – Lontano / M’hai fatto tanto male (CGD, PV 1229)
- 1948 – Vecchia Roma / Fatte fa ’na foto (CGD, PV 1233)
- 1948 – È troppo tardi / Sentiero spagnolo (CGD, PV 1240)
- 1948 – Piccolo paese / Se mio nonno fosse al mondo (CGD, PV 1244)
- 1948 – Perché non sognar / Non è una serenata (CGD, PV 1245)
- 1948 – Ci vediamo a Sorrento / Napoli e Maria (CGD, PV 1248)
- 1948 – Baciamoci ancora / Quel sì non lo dire (CGD, PV 1261)
- 1948 – Occhi languidi / Torna ideal (CGD, PV 1262)
- 1948 – Verde luna / Vivere baciandoti (CGD, PV 1263)
- 1949 – Portami via / Occhi lontani (CGD, PV 1272)
- 1949 – L’onorevole Bricolle / I pompieri di Viggiù (CGD, PV 1274)
- 1949 – Paquito Lindo / Panorama di Napoli (CGD, PV 1283)
- 1949 – Sei venuta per me / Campane di nostalgia (CGD, PV 1284)
- 1949 – Dillo tu serenata / A Rio De Janeiro (CGD, PV 1285)
- 1949 – Esclava de mi sueno / Va’ pensiero (CGD, PV 1286)
- 1949 – L’omino del vicino / L’amore sotto la luna (CGD, PV 1287)
- 1949 – Tre fontane / Luna napoletana (CGD, PV 1292)
- 1949 – Valzer di signorinella / Serenata celeste (CGD, PV 1301)
- 1949 – Luna algerina / Perché lasciasti Napoli (CGD, PV 1322)
- 1949 – Se tu mi ami non so / Notte di Venezia (CGD, PV 1324)
- 1949 – A Trieste ho lasciato il cuor / Madonnina della scogliera (CGD, PV 1377)
- 1949 – Le ragazze di Piazza di Spagna / Intimità (CGD, PV 1378)
- 1949 – La vita è bella / Vola canzone d’amore (CGD, PV 1389)
- 1949 – Madonna Ornella / Cuore zigano (CGD, PV 1406)
- 1949 – Signora nostalgia / Chi fa spuntare il sole (CGD, PV 1407)
- 1949 – Madonnina senza cuore / Celita (CGD, PV 1408)
- 1949 – Tre fontane / Canzone a Maria (CGD, PV 1409)
- 1949 – Passione mia / Chitarra mia (CGD, PV 1412)
- 1949 – Torna ideal / Qui sotto il cielo di Capri (CGD, PV 1414)
- 1949 – Rumba all’italiana / Acquerello napoletano (CGD, PV 1416)
- 1949 – Apri la porta / Sulla montagna (CGD, PV 1434)
- 1949 – Il mio tormento / Vamos chica (CGD, PV 1437)
- 1949 – Sottobraccio / O brasileira bella (CGD, PV 1438)
- 1949 – La tua musica / Serenata dell’alba (CGD, PV 1439)
- 1949 – Ultima violetta / Serenata lontana (CGD, PV 1440)
- 1949 – Alle terme di Caracalla / Se a Milano ci fosse il mare (CGD, PV 1441)
- 1949 – Borgo antico / Oggi è felice il mio cuore (CGD, PV 1459)
- 1949 – Angeli negri / Baciami tanto (CGD, PV 1460)
- 1949 – Rosso di sera / Serenata d’amore (CGD, PV 1461)
- 1949 – Mamma bianca / Buonasera signora luna (CGD, PV 1464)
- 1949 – Alle terme di Caracalla / Sempre con te (CGD, PV 1477)
- 1949 – Dormiveglia / Tango dell’addio (CGD, PV 1485)
- 1950 – Lo zampognaro di Carosello / Balconi di Napoli (CGD, PV 1503)
- 1950 – La signora di trent’anni fa / Vieni cercheremo insieme (CGD, PV 1504)
- 1950 – Me so ’mbriacato ’e sole / Santa Maria del fiore (CGD, PV 1536)
- 1950 – Bruna isolana / Serenatella ancora (CGD, PV 1537)
- 1950 – Domani / Stornellata romana (CGD, PV 1538)
- 1950 – Vecchia chitarra / Sei stata tu (CGD, PV 1539)
- 1950 – Angelo bello / Mattinatella (CGD, PV 1540)
- 1950 – Verde Nilo / Fontana silenziosa (CGD, PV 1541)
- 1950 – Lasciami solo / L’orchestra del mio paese (CGD, PV 1542)
- 1950 – Il cerchio d’oro / Nostalgia giuliana (CGD, PV 1543)
- 1950 – Tiriamo a campar / Italia mia (CGD, PV 1582)
- 1950 – Canzone della strada / Notte a Santa Lucia (CGD, PV 1583)
- 1950 – L’ultima serenata / Notte a Santa Lucia (CGD, PV 1584)
- 1950 – Luna rossa / La mia strada (CGD, PV 1585)
- 1950 – E tornò a passo svelto / Mentre tu dormi bambina (CGD, PV 1586)
- 1950 – ’A rundinella mia / Luna rossa (CGD, PV 1587)
- 1950 – Mandatemi una cartolina / Forse domani (CGD, PV 1588)
- 1951 – Addio sogni di gloria / Strade romane (CGD, PV 1622)
- 1953 – Amico Bing non piangere / Fontane romane (Parlophon TT 9666)
- 1953 – Eternamente / Ragazze di Piazza del Duomo (Parlophon, TT 9647)
- 1953 – Rondinella forestiera / Tendine rosa (Parlophon, TT 9652)
- 1953 – Perdonami / Al ballo del sabato sera (Parlophon, TT 9653)
- 1953 – Malafortuna / Viale dei Tigli (Parlophon, TT 9691)
- 1953 – Nannì (una gita a li castelli) / È colpa tua (Parlophon, TT 9693)
- 1953 – Rondinella forestiera / È colpa tua (Parlophon, TT 9701)
- 1953 – Vaya con Dios / Per un bacin d’amor (Parlophon, TT 9710)
- 1953 – Montagne d’ "Italie" / Buona fortuna a te (Parlophon, TT 9718)
- 1953 – Acquarello napoletano / Luna napoletana (CGD, PV 1913)
- 1954 – Bambine calabresi / Non dirmi nulla (CGD, PV 1927)
- 1954 – Sottobraccio / Brasileira bella (CGD, PV 1936)
- 1954 – Serenata all’alba / La tua musica (CGD, PV 1939)
- 1954 – Tutte le mamme / Sotto l’ombrello (Parlophon, TT 9724)
- 1954 – Liron liran / Stornello spensierato (Parlophon, TT 9730)
- 1954 – Mare lucente / Annamarì (Parlophon, TT 9746)
- 1954 – La strada della speranza / Polvere (Parlophon, TT 9759)
- 1954 – Polvere… / Annamarì (Parlophon, TT 9769)
- 1954 – Fontana di Trevi / Non volevo credere (Parlophon, TT 9772)
- 1954 – Cenere / Muore l’autunno (Parlophon, TT 9790)
- 1954 – Capinera / Stornelli montagnoli e campagnoli (Parlophon, TT 9797)
- 1955 – Il torrente / Un cuore (Parlophon, TT 9799)
- 1955 – Buongiorno tristezza / Incantatella (Parlophon, TT 9800)
- 1955 – Il tango delle foglie / È presto (Parlophon, TT 9837)
- 1956 – L’hai voluto tu / Lunatica fortuna (Parlophon, TT 9877)
- 1956 – Erba di mare / Ho paura di te (Parlophon, QMSP 16102)
- 1956 – L’hai voluto tu / Canzone all’italiana (Parlophon, QMSP 16104)
- 1956 – Balocchi e profumi / Fili d’oro (Parlophon, QMSP 16107)
- 1957 – Corde della mia chitarra / Cancello tra le rose (Parlophon, TT 9904)
- 1957 – Buon anno… Buona fortuna / Ondamarina (Parlophon, TT 9905)
- 1957 – M’hai detto una bugia / Non lusingarmi (Parlophon, TT 9918)
- 1957 – Malinconico autunno / Lazzarella (Parlophon, TT 9933)
- 1958 – Arsura / Campana di Santa Lucia (Parlophon, TT 9957)
- 1958 – Arsura / Campana di Santa Lucia (Parlophon, QMSP 16129)
- 1958 – Serenata ’e piscatore / Giamaica (Parlophon, QMSP 16202)
- 1959 – Tu sei qui / Io sono il vento (Parlophon, QMSP 16226)
- 1959 – Donna bugiarda / Perdonami (Parlophon, QMSP 16239)
- 1959 – Forse domani / Tutte le mamme (Parlophon, QMSP 16240)
- 1959 – È colpa tua / Rondinella forestiera (Parlophon, QMSP 16241)
- 1959 – Cenere / Polvere (Parlophon, QMSP 16242)
- 1959 – Rimpiangimi / Più nulla (Parlophon, QMSP 16250)
- 1959 – Canta lo sciatore / Lo studente passa (Parlophon, QMSP 16265)
- 1960 – Il mare / Perderti (Parlophon, QMSP 16290)
- 1960 – Amore abisso dolce / Splende l’arcobaleno (Parlophon, QMSP 16295)
- 1960 – Campane / Capinera (Parlophon, QMSP 16304)
- 1960 – Cara piccina / Stornelli montagnoli e campagnoli (Parlophon, QMSP 16312)
- 1960 – Cammina!… / La vita cos’è (Fonit, SP 30856)
- 1961 – Se credessi ai miracoli / Solo tre rose (Fonit, SP 30900)
- 1961 – Vicino a tte / Non credo al destino (Fonit, SP 30985)
- 1962 – Vita / Pesca tu che pesco anch’io (Fonit, SP 31037)
- 1962 – Il cielo è lontano / Una chitarra nella notte (Meazzi, M 01178)
- 1962 – Notte romana / Se mi scriverai (Meazzi, M 01179)
- 1962 – Barcelona de noche / Ti voglio amar (Meazzi, M 01180)
- 1963 – Romagna mia / La vita è bella (Meazzi, M 01200)
- 1963 – Non volevo credere / Polvere (Meazzi, M 01201)
- 1963 – Perdonami / Cenere (Meazzi, M 01202)
- 1963 – Giamaica / Granada (Meazzi, M 01203)
- 1963 – Non ti ricordi / È troppo tardi (Meazzi, M 01204)
- 1963 – Cantiamo all’italiana / Strade romane (Meazzi, M 01210)
- 1963 – Sogna la gioventù / Rosa Rosella (Meazzi, M 01228)
- 1964 – Serenatella a mamma / Serenata del somarello (Meazzi, M 01266)

## Belege
1. 1 2 3  Massimo Baldino: Giorgio Consolini. (PDF) In: Il Discobolo. Museo Virtuale del Disco e dello Spettacolo Radio, abgerufen am 27. Juli 2019 (italienisch).
2. ↑  Musica: Giorgio Consolini compie 90 anni, e 60 di matrimonio. Telesanterno, 25. August 2010, archiviert vom Original am 24. September 2015; abgerufen am 27. Juli 2019 (italienisch).

| Personendaten    | Personendaten        |
| ---------------- | -------------------- |
| NAME             | Consolini, Giorgio   |
| KURZBESCHREIBUNG | italienischer Sänger |
| GEBURTSDATUM     | 28. August 1920      |
| GEBURTSORT       | Bologna              |
| STERBEDATUM      | 28. April 2012       |
| STERBEORT        | Bologna              |